# Real Club Deportivo de La Coruña 1993-1994
Questa voce raccoglie le informazioni riguardanti il Real Club Deportivo de La Coruña nelle competizioni ufficiali della stagione 1993-1994.

## Stagione
Durante il campionato il Deportivo gareggiò nuovamente per il titolo contro il Barcellona: primi in solitaria dalla quattordicesima giornata e concluso il girone di andata a +3 dai blaugrana, i galiziani mantennero gli avversari a distanza anche dopo la sconfitta nello scontro diretto della ventiseiesima giornata, che divenne peraltro l'ultimo risultato negativo stagionale della squadra. Il Deportivo concluse quindi il campionato con una serie di risultati utili consecutivi ma, all'ultima giornata, subì l'aggancio da parte del Barcellona in seguito a un pareggio contro il Valencia su cui pesò un calcio di rigore fallito da Miroslav Đukić allo scadere: data la miglior differenza reti, i Blaugrana sorpassarono il Depor in classifica, vincendo il titolo.
In Coppa del Re i galiziani non riuscirono a ribaltare la sconfitta dell'andata per 3-1 contro il Real Oviedo, uscendo agli ottavi di finale. All'esordio nelle competizioni continentali, il Deportivo incassò una sconfitta di misura per 1-0 contro l'Aalborg, ribaltando il risultato al ritorno con un 5-0. Eliminato l'Aston Villa nel turno successivo grazie a una vittoria di misura al ritorno, agli ottavi di finale i galiziani riportarono due sconfitte per 1-0 contro l'Eintracht Francoforte, uscendo dalla competizione.

## Rosa
| N. |                       | Ruolo | Calciatore       |
| -- | --------------------- | ----- | ---------------- |
|    | Spagna (bandiera)     | P     | Agustín Elduayen |
|    | Spagna (bandiera)     | P     | Juan Garrido     |
|    | Spagna (bandiera)     | P     | Francisco Liaño  |
|    | Jugoslavia (bandiera) | D     | Miroslav Đukić   |
|    | Spagna (bandiera)     | D     | Mariano Hoyas    |
|    | Spagna (bandiera)     | D     | Paco Jémez       |
|    | Spagna (bandiera)     | D     | Nando            |
|    | Spagna (bandiera)     | D     | López Rekarte    |
|    | Spagna (bandiera)     | D     | José Luis Ribera |
|    | Spagna (bandiera)     | D     | Ricardo Serna    |
|    | Spagna (bandiera)     | D     | Voro             |
|    | Spagna (bandiera)     | C     | Adolfo Aldana    |
|    | Spagna (bandiera)     | C     | Alfredo          |
|    | Brasile (bandiera)    | C     | Donato           |

| N. |                     | Ruolo | Calciatore       |
| -- | ------------------- | ----- | ---------------- |
|    | Spagna (bandiera)   | C     | Fran             |
|    | Spagna (bandiera)   | C     | José Ramón       |
|    | Brasile (bandiera)  | C     | Mauro Silva      |
|    | Spagna (bandiera)   | C     | Míchel           |
|    | Spagna (bandiera)   | C     | Marcos Vales     |
|    | Spagna (bandiera)   | C     | Emilio Viqueira  |
|    | Spagna (bandiera)   | A     | Claudio Barragán |
|    | Brasile (bandiera)  | A     | Bebeto           |
|    | Spagna (bandiera)   | A     | Braulio          |
|    | Spagna (bandiera)   | A     | Juanito          |
|    | Bulgaria (bandiera) | A     | Atanas Kirov     |
|    | Spagna (bandiera)   | A     | Javier Manjarín  |
|    | Spagna (bandiera)   | A     | Pedro Riesco     |

## Statistiche

### Andamento in campionato
| Giornata  | 1  | 2 | 3 | 4 | 5 | 6 | 7 | 8 | 9 | 10 | 11 | 12 | 13 | 14 | 15 | 16 | 17 | 18 | 19 | 20 | 21 | 22 | 23 | 24 | 25 | 26 | 27 | 28 | 29 | 30 | 31 | 32 | 33 | 34 | 35 | 36 | 37 | 38 |
| --------- | -- | - | - | - | - | - | - | - | - | -- | -- | -- | -- | -- | -- | -- | -- | -- | -- | -- | -- | -- | -- | -- | -- | -- | -- | -- | -- | -- | -- | -- | -- | -- | -- | -- | -- | -- |
| Luogo     | C  | T | C | T | C | T | C | T | C | T  | T  | C  | T  | C  | T  | C  | T  | C  | T  | T  | C  | T  | C  | T  | C  | T  | C  | T  | C  | C  | T  | C  | T  | C  | T  | C  | T  | C  |
| Risultato | N  | V | V | N | P | N | V | V | V | N  | P  | V  | V  | V  | V  | V  | N  | V  | V  | N  | V  | P  | V  | V  | V  | P  | N  | N  | N  | V  | V  | V  | V  | V  | N  | N  | V  | N  |
| Posizione | 11 | 5 | 1 | 4 | 8 | 6 | 4 | 5 | 3 | 3  | 5  | 2  | 2  | 1  | 1  | 1  | 1  | 1  | 1  | 1  | 1  | 1  | 1  | 1  | 1  | 1  | 1  | 1  | 1  | 1  | 1  | 1  | 1  | 1  | 1  | 1  | 1  | 2  |

Fonte:  Spain » Primera División 1993/1994, su worldfootball.net.
Legenda:

Luogo: C = Casa; T = Trasferta. Risultato: V = Vittoria; N = Pareggio; P = Sconfitta.